# Santuário Ōgamiyama

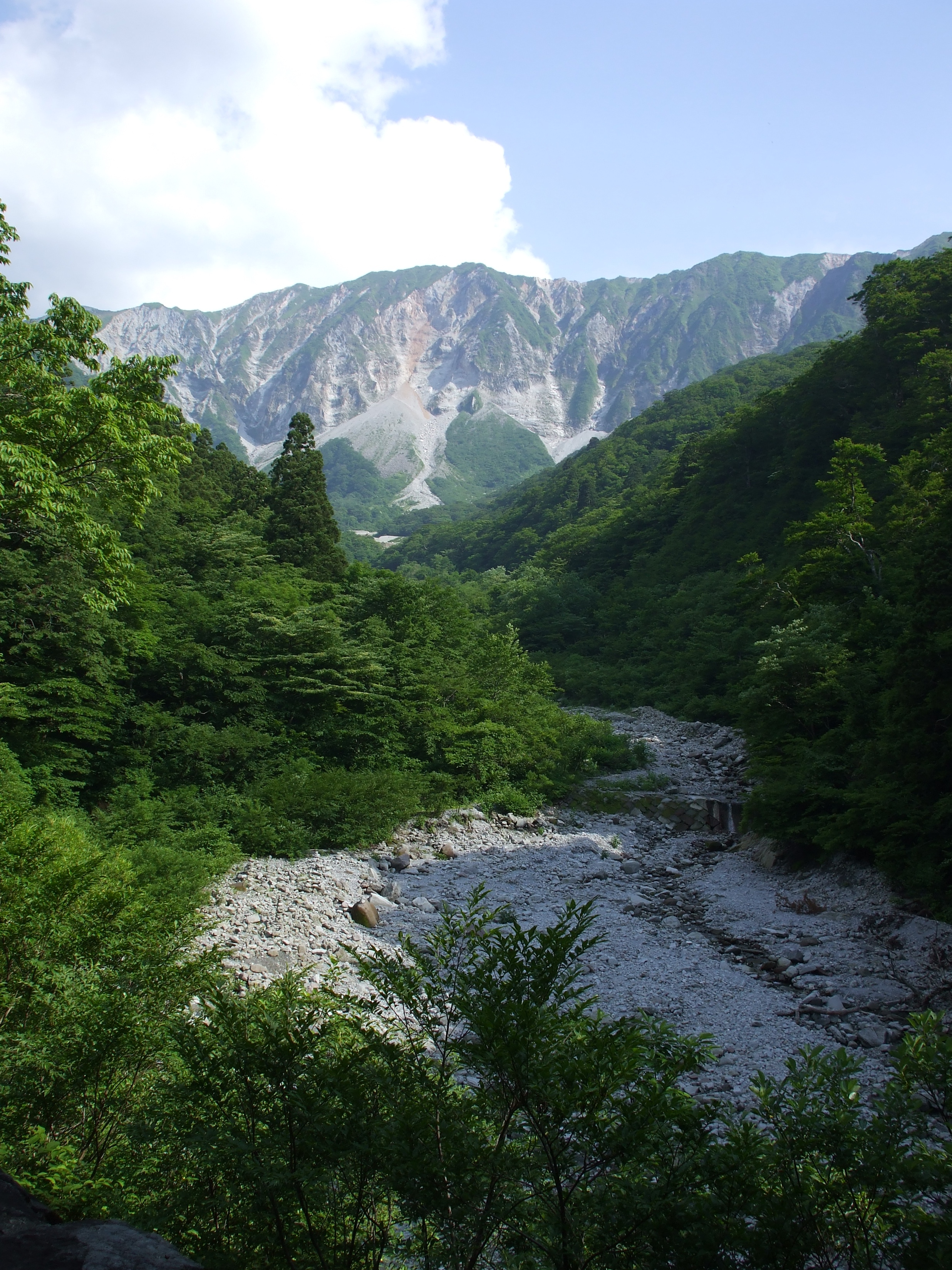
Saino Kawara

Ōgamiyama Jinja (大神山神社, Ōgamiyama Jinja) é um santuário xintoísta, em Daisen, Tottori, Japão. Algumas destas estruturas foram designadas Importantes propriedades culturais do Japão.

## Propriedades culturais importantes
- Okumiya Honden - Heiden - Haiden (1805) [1]
- Massha Shimoyama Honden - Heiden - Haiden (1805) [2]
- Grande Torii de pedra (1854) [3]